# در جستجوی کارتر
در جستجوی کارتر(به انگلیسی: Finding Carter) مجموعه تلویزیونی درام آمریکایی به تهیه‌کنندگی اِمیلی سیلوِر است که از شبکه ام‌تی‌وی پخش می‌شود. در این مجموعه کاترین پرسکات در نقش اصلی یعنی کارتر هنرمندی می‌کند؛ کارتر دختری نوجوان است که بعد از اینکه در می‌یابد زنی که او تصور می‌کرد مادرش است در واقع او را در کودکی ربوده است، زندگی‌اش دگرگون می‌شود.
در 19 آگوست 2014، ام‌تی‌وی اعلام کرد فصل دوم این مجموعه ساخته می‌شود.

## خلاصه
داستان مجموعه درباره دختری جوان به نام کارتِر است که زندگی خوب و راحتی با مادر مجردش لوری دارد تا زمانی‌که به هم خوردن یک مهمانی توسط پلیس که او هم در آن حضور دارد باعث برملا شدن این حقیقت می‌شود که لوری در زمان کودکیِ کارتِر، او را ربوده است. بعد از این اتفاق، کارتِر به خانواده واقعی‌اش باز می‌گردد و حالا باید در حین حفظ رابطه‌اش با لوری، جایگاه خودش را در بین خانواده جدیدش پیدا کند.

## بازیگران

### اصلی
- کاترین پرسکات در نقش کارتر ویلسون [۲]
- سینتیا واتروس در نقش الیزابت ویلسون ، مادر کارتر ، گرنت و تیلور ، یک بازرس
- الکسیس دنیسوف در نقش دیوید ویلسون ، پدر کارتر ، گرنت و تیلور ، یک نویسنده
- آنا جاکوبی-هرون در نقش تیلور ویلسون ، خواهر دوقلوی متحد کارتر و دوست دختر مکس
- زک پولم در نقش گرنت ویلسون برادر کوچکتر کارتر
- الکس ساکسون در نقش مکس واگنر ،دوست پسر تیلور و بهترین دوست کارتر [۲][۳]

### دوره‌ای
- میلنا گوویچ در نقش لوری استیونز
- ونسا مورگن در نقش بئاتریکس «بیرد (پرنده)» کاسترو ، بهترین دوست کارتر
- جسی هندرسون در نقش گیب مدیروس ، دوست کارتر و بهترین دوست تیلور
- جسی کارره در نقش Ofe، دوست کارتر و علاقه عشق سابق تیلور.
- کیلب رومینر در نقش کامرون "کرش (سقوط)" میسون، یک نوجوان خلافکار و قاچاقچی مواد مخدر سابق
- ادی متوس در نقش کایل مدیروس، پدر گیب
- مریدیت بکستر در نقش مادر بزرگ جوآن، مادر الیزابت
- رابرت پاین در نقش پدر بزرگ بادی، پدر الیزابت
- استیون گوارینو در نقش توبی ؛ ویرایشگر نوشته‌های دیوید ویلسون
- مالی کنز در نقش مدیسون، یکی از دوستان قدیمی کارتر ، زمانی که او با لوری زندگی می‌کرد.
- ارین چمبرز در نقش هیلاری، دستیار دیوید و عشق او
- میسون دای در نقش دیمون
- الیزابت هانتر در نقش ریگان، دوست اینترنتی و مورد علاقه گرنت.
- بن وینچل در نقش بنیامین والاس ، پسر بیولوژیکی لوری و دیوید
- مدیسون مک لافلین به عنوان اولیویا، خواهر پرورشگاهی بن که کارتر ابتدا فکر می‌کرد دوست دخترش است.
- جکسون رادبون در نقش جَرِد، متصدی و صاحب باری که کارتر را به عنوان پیشخدمت استخدام کرد.